# Pat Armstrong
Pat Armstrong (6 de abril de 1945) es una socióloga canadiense y profesora de investigación distinguida en la Universidad York. Es miembro de la Royal Society de Canadá. Se ha desempeñado como catedrática de los Institutos Canadienses de Investigación en Salud en Servicios de Salud e Investigación en Enfermería y en el Departamento de Sociología de la Universidad York.

## Biografía
En 2007, recibió el premio Ethel Meade de la Coalición de Salud de Ontario a la excelencia en la investigación de interés público.
Mientras estuvo en la Universidad de York, se desempeñó como presidenta del Departamento de Sociología. También ayudó a fundar la Red Nacional sobre Medio Ambiente y Salud de la Mujer, donde se desempeñó como directora. También trabajó como presidenta de la Fundación Canadiense de Investigación de Servicios de Salud/ Institutos Canadienses de Investigación en Salud en Servicios de Salud e Investigación de Enfermería y como investigadora asociada del Centro Canadiense de Políticas Alternativas. En 2010, fue nombrada profesora de investigación distinguida por la Universidad de York y en 2011 fue elegida miembro de la Royal Society of Canada.
En 2017, recibió el premio al Supervisor Postdoctoral del Año de la Facultad de Estudios de Posgrado de la Universidad de York. Como profesora, ayudó a iniciar un proyecto llamado "Reimaginar la atención residencial a largo plazo: un estudio internacional de prácticas prometedoras" que buscaba soluciones a los problemas que enfrentan los residentes y proveedores de atención en la atención a largo plazo. El programa de Principales Iniciativas de Investigación Colaborativa del Consejo de Investigación de Ciencias Sociales y Humanidades de Canadá otorgó al grupo de investigación una financiación de 2,5 millones de dólares. Al año siguiente recibió el premio Mujer Distinguida de la YWCA Toronto.
Es miembro de la junta directiva de la Coalición Canadiense de Salud, una organización que trabaja con el Gobierno de Canadá para aumentar la financiación de la atención sanitaria socializada en el país.

### COVID-19
Forma parte del Grupo de Trabajo sobre Entornos de Atención Congregada de la Mesa Asesora Científica COVID-19 de Ontario. Recibió una beca de investigación del Consejo de Investigación de Ciencias Sociales y Humanidades para estudiar los impactos de la pandemia de COVID-19 en los centros de atención a largo plazo, con el fin de identificar prácticas prometedoras para la participación familiar que equilibren la seguridad y la alegría y el bienestar de residentes y sus familias.

### Vida personal
Está casada con el Dr. Hugh Armstrong, profesor de la Universidad de Carleton.